# Egmont Cycling Race femenina
L'Egmont Cycling Race femenina o Egmont Cycling Race Women és una cursa femenina de ciclisme d'un dia que es celebra a Bèlgica des de l'any 2023. Està integrada dins el calendari femení de l'UCI com a cursa 1.2. Es disputa anualment pels voltants de Zottegem. La primera vencedora fou l'estatunidenca Heidi Franz. És la versió femenina de l'Egmont Cycling Race.

## Palmarès
| Any  | Vencedor      | Segon             | Tercer           |
| ---- | ------------- | ----------------- | ---------------- |
| 2023 | Heidi Franz   | Scarlett Souren   | Danique Braam    |
| 2024 | Lieke Nooijen | Sofie van Rooijen | Nienke Veenhoven |
| 2025 |               |                   |                  |